# Lam Thái Hòa

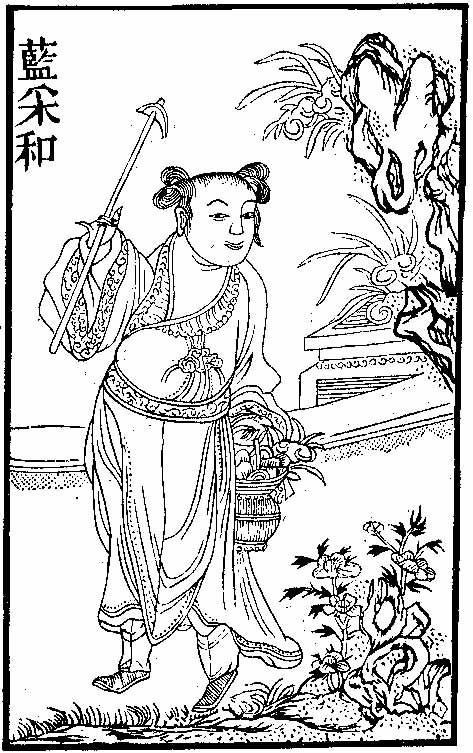
Lam Thái Hòa.

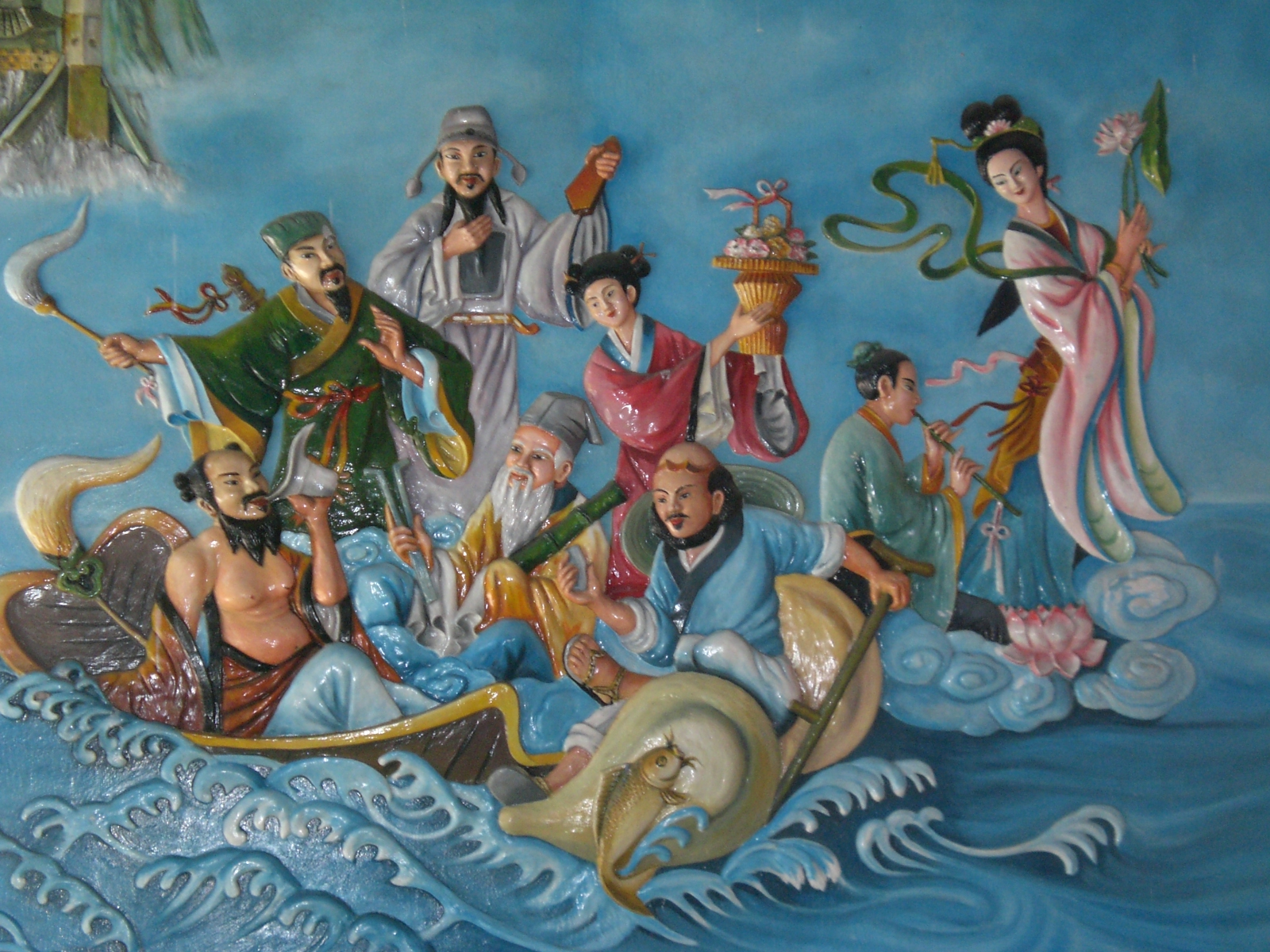
Hình bát tiên tại Huế. Lam Thái Hòa ở đây dường như là một cô gái, mặc xiêm y đỏ, mang theo lẵng hoa

Lam Thái Hòa (tiếng Trung: 藍采和; bính âm: Lán Cǎihé; Wade-Giles: Lan Ts'ai-ho; 615-760) là vị tiên ít được biết đến trong số Bát Tiên. Tiền thân là Phi Phát tiên nhân, sư huynh là Xích Cước đại tiên. Người ta không rõ vị tiên này là nam tiên hay nữ tiên. Có thuyết cho rằng Lam Thái Hòa là người sống vào thời những năm Khai Nguyên-Thiên Bảo (713-756) của nhà Đường (thời Đường Huyền Tông). Lam Thái Hòa thường được minh họa với y phục dễ gây mơ hồ về giới tính, nhưng nói chung thường được vẽ như là một cậu bé/cô bé, một thanh niên/phụ nữ hay một ông lão/bà lão mang theo một lẵng hoa.
Các truyền thuyết thường cho thấy hành vi của Lam Thái Hòa là kỳ cục một cách kỳ lạ. Một số nguồn minh họa Lam Thái Hòa mặc áo dài cũ màu xanh lam có 6 cúc bằng gỗ, và nói tới vị tiên này như là người bảo trợ cho những người hát rong. họ Lam thường được miêu tả như là người chỉ đi giày một chân, còn chân kia để trần. Mùa đông tới thì Lam Thái Hòa ngủ trần trong tuyết và tỏa ra sức nóng làm tuyết tan chảy trong khi mùa hè tới thì Lam Thái Hòa lại mặc quần áo rất dày, mặc dù tiết trời nóng bức. Ngoài ra, họ Lam đôi khi cũng được coi là một người thích hát hò khi say xỉn, với lời ca thường hàm chứa những dự báo chính xác về các hiện tượng, sự kiện tương lai.
Lam Thái Hòa thường được miêu tả như là người mang theo mình một đôi nhạc cụ bằng gỗ, gọi là phách, mà họ Lam có thể vỗ và đập làm nhịp trong khi hát. Những người qua đường có thể dừng lại xem và cho tiền, do Lam Thái Hòa là một người ăn xin. Lam Thái Hòa thường xỏ các đồng tiền người ta cho thành một xâu tiền mang theo mình. Khi Lam đi tới đâu thì các đồng tiền có thể rơi ra tới đó và do Lam không để ý tới chúng nên những người ăn xin khác có thể tự do thu nhặt các đồng tiền này.
Giống như các vị tiên khác của Đạo giáo, Lam Thái Hòa là vị tiên thích uống rượu đến mức say sưa và khi đó rời bỏ thế giới này để bay lên trời bằng cách cưỡi thiên nga hay hạc.
Lam Thái Hòa được Chung Li Quyền dẫn dắt theo Đạo giáo.